# Dutch Harrison
Ernest Joseph "Dutch" Harrison (Conway, 29 maart 1910 – St. Louis, 19 juni 1982) was een golfprofessional uit de Verenigde Staten.

## Loopbaan
Dutch begon als golfer linkshandig te spelen. Hij werd in 1930 professional aan het begin van de Grote Depressie. Tussen 1937 en 1958 won Dutch Harrison 21 toernooien. Hij won nooit een Major, maar speelde 25 keer in het US Open, waar hij op 50-jarige leeftijd nog op de 3de plaats eindigde.
In 1957 won hij de Sam Snead Festival met een laatste ronde van 62 en een totaal van 266.
Sinds 1961 speelde hij senior toernooien, hij won vijf keer het Nationaal Kampioenschap, voor het laatst in 1966. In 1964 werd hij pro op de Forest Hills Country Club, die toen geopend werd. Hij ging in 1973 met pensioen. Zijn memorabilia worden op Forest Hills tentoongesteld.

## Gewonnen
Amerikaanse PGA Tour
- 1939: Bing Crosby Pro-Am, Texas Open
- 1944: Charlotte Open, Miami Open
- 1945: St Paul Open
- 1947: Reno Open, Reading Open, Hawaiian Open
- 1948: Richmond Open
- 1949: Canadian Open
- 1950: Wilmington Open
- 1951: Texas Open
- 1953: St Petersburg Open, Western Open in St Louis, Columbia Open
- 1954: Bing Crosby Pro-Am Invitational
- 1956: All American Open
- 1958: Tijuana Open Invitational

Anders
- 1940: Illinois PGA Championship
- 1942: Illinois PGA Championship
- 1950: California State Open
- 1952: Northern California Open
- 1957: Greenbrier Invitational, Sam Snead Festival
- 1961: National Senior Open (5 keer)

## Teams
- Ryder Cup: 1947, 1949, 1951

Dutch Harrison was opgenomen in de PGA Hall of Fame.